# آنتونی شارتو
آنتونی شارتو (فرانسوی: Anthony Charteau‎؛ زادهٔ ۴ ژوئن ۱۹۷۹) دوچرخه‌سوار اهل فرانسه است.
از باشگاه‌هایی که در آن رکاب زده‌است می‌توان به تیم دوچرخه‌سواری دیرکت انرژی، تیم دوچرخه‌سواری کردیت اگریکول و تیم موویستار اشاره کرد.